# Reinhold Fritsch
Reinhold Fritsch (* 21. Juni 1904; † nach 1938) war ein deutscher nationalsozialistischer Funktionär.

## Leben
Fritsch trat zum 29. Mai 1925 der NSDAP bei (Mitgliedsnummer 6.687) und wurde deren Kreisleiter im Kreis Schweinitz des Gaus Halle-Merseburg mit Sitz in Herzberg (Elster). Wenig später übernahm er auch das Amt des Bürgermeisters in der Kreisstadt Herzberg. Er selbst wohnte in Schweinitz, in der Schliebener Straße 70. Als Kreisleiter und Bürgermeister arbeitete er eng mit dem neuen Landrat Hans Herbert Dengler zusammen, der 1936 zunächst kommissarisch nach Herzberg gekommen war und den er in dieses Amt einführte. Als Lokalpolitiker erließ Fritsch u. a. den II. Nachtrag zur Marktordnung der Stadt Herzberg vom 14. Januar 1936 und war maßgeblich an der Durchführung der Novemberpogrome 1938 im preußischen Kreis Schweinitz verantwortlich.
Bei der deutschen Reichstagswahl am 29. März 1936 kandidierte Reinhold Fritsch im Wahlkreis 11 (Merseburg) auf dem vorletzten Listenplatz des NSDAP-Wahlvorschlages mit der Nummer 1030. Er erhielt jedoch kein Mandat. Seine Kandidatur erneuerte Fritsch bei der Wahl zum Großdeutschen Reichstag im Jahre 1938, aber auch diesmal ohne Erfolg.

## Publikationen
- Geleitwort zum Heimatkalender für den Kreis Schweinitz, 1942